# Гасанова Саїда Фарухівна
Саіда́ Фару́хівна Гаса́нова (* 1975) — українська боксерка та кікбоксерка, майстер спорту України міжнародного класу з боксу, майстер спорту України з кікбоксингу. Шестиразова переможниця Чемпіонатів України та Кубків України з боксу, триразова чемпіонка України з кікбоксингу, бронзова призерка Чемпіонату Європи.

## З життєпису
Народилась 1975 року в місті Київ.
1998 року закінчила Київський національний університет будівництва і архітектури; інженер-будівельник СТФ.
Бронзова призерка Чемпіонату світу з боксу серед жінок-2002.
Бронзова призерка Чемпіонату Європи з боксу серед жінок-2006.
2015 року закінчила Національний університет фізичного виховання і спорту України.
Граючий тренер з мініфутболу. 2002 року заснувала команду з мініфутболу ЖФК «КНУБА».
Суддя міжнародної категорії з боксу.
Станом на 2018 рік — тренер спортивного клубу «КНУБА».
Серед робіт:
- 2014 — «Жіночий бокс»[5]
- 2015 — «Змагальна діяльність і підготовленість жінок-боксерів високої кваліфікації»[6].